# Леблан, Доминик
Домини́к Лебла́н (англ. Dominic LeBlanc; род. в 1967 году, Оттава, Онтарио, Канада) — канадский политик и юрист, член Палаты общин Канады от Либеральной партии с 2000 года. На протяжении всего срока пребывания в парламенте занимал ряд должностей в кабинете министров. С 2018 по 2021 год занимал пост председателя Тайного совета Королевы для Канады, а с 2020 года — пост министра по межправительственным делам. С 2015 по 2016 год являлся лидером правительства в Палате общин.

## Биография
Доминик Леблан родился в 1967 году в Оттаве в семье будущего генерал-губернатора Канады Ромео Леблана и его первой супруги Джослин (Лин) Картер. Учился в Колледже Лисгар. Получил степень бакалавра политических наук в Университете Торонто, а затем — степень бакалавра права в Университете Нью-Брансуика. В Гарвардском университете Леблан получил степень магистра права.
Впервые Леблан баллотировался в Палату общин Канады в 1997 году, но проиграл кандидату от Новой Демократической партии. В 2000 году был избран в федеральный парламент, а затем был переизбран на выборах 2004, 2006, 2008, 2011 и 2015 годов.
4 ноября 2015 года Леблан был назначен главой правительства в Палате общин. 31 мая 2016 года Леблан стал министром рыбного хозяйства, океанов и береговой охраны Канады. Его отец, Ромео Леблан, ранее занимал аналогичную должность при премьер-министре Пьере Трюдо. 19 августа 2016 года был заменён на посту главы правительства Бардиш Чаггер, она стала первой женщиной, занявшей эту должность в Палате общин Канады.
18 июля 2018 года Леблан был переведён на должность министра по связям с правительствами провинций, проблемам северных регионов и внутренней торговле.
20 ноября 2019 года Доминик Леблан занял пост председателя Тайного совета Королевы для Канады.
18 августа 2020 года в дополнение к имеющимся обязанностям назначен министром по связям с правительствами провинций Канады ввиду перемещения Христи Фриланд на пост министра финансов.
26 октября 2021 года был приведён к присяге новый состав правительства, в котором Леблан получил только портфель министра по межправительственным делам (то есть по связям с правительствами провинций), инфраструктуре и местным сообществам.
26 июля 2023 года в ходе серии кадровых перемещений в правительстве Трюдо назначен министром общественной безопасности, демократических институтов и по связям с правительствами провинций.
16 декабря 2024 года, после отставки Христи Фриланд, был назначен новым министром финансов, временно сохранив за собой должность министра общественной безопасности, демократических институтов и по связям с правительствами провинций.
14 марта 2025 года при формировании правительства Карни получил портфель министра внешней торговли, а также был назначен председателем Совета Короля для Канады и министром по связям с правительствами провинций.
13 мая 2025 года в ходе масштабных перестановок в Кабинете по итогам парламентских выборов остался председателем Совета Короля для Канады и одновременно назначен министром, ответственным за торговлю между Канадой и США, по связям с правительствами провинций и делам единой канадской экономики.

### Личная жизнь
В 2003 году Леблан женился на Джолен Ричард, юристе, которая в 2008 году стала судьёй провинциального суда Нью-Брансуика и, в конечном итоге, стала председателем суда. У Леблана есть пасынок, сын Джолен Ричард.